# Linus Tunström
Linus Andreas Tunström, född 20 augusti 1969 i Stockholm, är en svensk teater- och filmregissör.

## Biografi
Linus Tunström är son till författaren Göran Tunström och konstnären Lena Cronqvist och kusin med journalisten Martin Tunström.
Efter studier på teaterlinjen vid Södra Latin debuterade han 1989 som regissör med en uppsättning av sin fars verk Hinden. Året därpå regisserade Tunström Jungfruleken på Teater Galeasen som väckte stor massmedial uppmärksamhet. Mellan 1990 och 1992 studerade han på École International de Theâtre Jacques Lecoq i Paris och därefter turnerade han med sin teatergrupp Vertigo Theatre i England och Sverige.   
Linus Tunström har varit en flitigt anlitad teaterregissör vid bland annat Orionteatern, Stockholms stadsteater, Göteborgs stadsteater och Malmö stadsteater. Han har även regisserat teaterpjäser utomlands, till exempel vid Düsseldorfer Schauspielhaus, Det Kongelige Teater i Köpenhamn och Stadttheater Bern i Schweiz. Mellan 2007 och 2016 var han VD och konstnärlig ledare för Uppsala stadsteater.
Tunström har regisserat två dansteateruppsättningar för danskompaniet Cullbergbaletten: Över Bord (1997) och Dödsboet (2005). 2013 regisserade Tunström den utsålda musikalen Evita på Malmö Opera, med Charlotte Perrelli i huvudrollen. Tunström har även regisserat film (kortfilmen To Be Continued vann år 2000 pris i Cannes) och TV-produktioner, till exempel TV-serien Mästerverket 2006.
I ett upplöst äktenskap med skådespelaren Bahar Pars har han en dotter född 2011.

## Utmärkelser
- 2005 Thaliapriset
- 2015 H.M. Konungens medalj av 8:e storleken i högblått band

## Filmografi
Regi:

- 1998 – The Transformation - regi och manus
- 1999 – To Be Continued - regi och manus (år 2000, Kodak Award (Le Prix CANAL+) i Cannes Film Festivalens sektion kritikerveckan + flera andra priser + medverkat i 17 festivaler)
- 2000 – Syskonsalt
- 2001 – Röd jul
- 2002 – Pepparrotslandet
- 2006 – Mästerverket (TV-serie)

 Filmroller:
- 1990 – Blankt vapen
- 1990 – Föreställning
- 2006 – Sök

## Teater

### Regi
| År   | Produktion                                             | Upphovsmän                                          | Teater                                                                      |
| ---- | ------------------------------------------------------ | --------------------------------------------------- | --------------------------------------------------------------------------- |
| 1989 | Hinden                                                 | Göran Tunström                                      | Alnar Boat Theatre                                                          |
| 1990 | Jungfruleken Les Bonnes                                | Jean Genet                                          | Teater Galeasen (gästspel, The Baltic Spring Festival, Tallinn)             |
| 1992 | Scarecrow                                              | skapad av team                                      | Vertigo Theatre, London                                                     |
| 1993 | Angels on the head of a pin                            | skapad av team                                      | Bouge-de-la Theatre, Oxford                                                 |
| 1994 | Förvandlingen Die Verwandlung                          | Franz Kafka, Steven Berkoff                         | Teater Galeasen (utvald till svenska teaterbiennalen)                       |
| 1995 | Rickard III                                            | William Shakespeare                                 | Nya Pistolteatern (gästspel Internationella Teaterfestivalen i Helsingfors) |
| 1995 | Road to Nirvana                                        | Arthur Kopit                                        | Malmö Dramatiska Teater                                                     |
| 1996 | Juloratoriet                                           | Göran Tunström                                      | Orionteatern                                                                |
| 1997 | Kvetch                                                 | Steven Berkoff                                      | Teater Galeasen (gästspel Internationella Teaterfestivalen i Tammerfors)    |
| 1997 | Alice                                                  | Robert Wilson & Tom Waits                           | Göteborgs Stadsteater                                                       |
| 1998 | Top Dogs                                               | Urs Widmer                                          | Orionteatern                                                                |
| 1998 | Don Juan                                               | Molière                                             | Teater Galeasen (utvald till svenska teaterbiennalen)                       |
| 1999 | Krig och fred Война и мир, Vojna i mir                 | Lev Tolstoj                                         | Göteborgs Stadsteater                                                       |
| 1999 | Gilles Requiem                                         | creation by team                                    | OperaNord, Köpenhamn                                                        |
| 2000 | Morbror Janne Дядя Ваня, Dyadya Vanya                  | Anton Tjechov                                       | Göteborgs Stadsteater                                                       |
| 2001 | Kameliadamen La Dame aux camélias                      | Alexandre Dumas den yngre                           | Orionteatern                                                                |
| 2002 | Eldansikte Feuergesicht                                | Marius von Mayenburg                                | Stockholms Stadsteater                                                      |
| 2002 | Köket The Kitchen                                      | Arnold Wesker                                       | Göteborgs Stadsteater                                                       |
| 2003 | Den goda människan i Sezuan Der gute Mensch von Sezuan | Bertolt Brecht                                      | Stockholms Stadsteater                                                      |
| 2004 | Hjälp                                                  | skapad av team                                      | Cirkus Cirkör/ Stockholms Stadsteater/ Parkteatern                          |
| 2005 | Figaros bröllop Le Mariage de Figaro                   | Pierre de Beaumarchais                              | Det Konglige Teater, Köpenhamn                                              |
| 2006 | Farliga förbindelser Les Liaisons dangereuses          | Christopher Hampton                                 | Stockholms Stadsteater                                                      |
| 2007 | Ett drömspel                                           | August Strindberg                                   | Stadttheater Bern, Schweiz                                                  |
| 2008 | Tjuven                                                 | Göran Tunström och Armin Kerber                     | Uppsala stadsteater (utvald till svenska teaterbiennalen)                   |
| 2009 | Soundtrack of your life                                | Linus Tunström och Armin Kerber                     | Uppsala stadsteater                                                         |
| 2011 | Anna Karenina Анна Каренина                            | Lev Tolstoj                                         | Uppsala stadsteater                                                         |
| 2012 | Fanny och Alexander                                    | Ingmar Bergman                                      | Uppsala stadsteater                                                         |
| 2013 | Hamlet                                                 | William Shakespeare                                 | Uppsala stadsteater                                                         |
| 2017 | Våra drömmars stad                                     | Per Anders Fogelström                               | Kulturhuset Stadsteatern                                                    |
| 2018 | Underkastelse Soumission                               | Michel Houellebecq Översättning Kristoffer Leandoer | Kulturhuset Stadsteatern                                                    |
| 2025 | Juloratoriet                                           | Göran Tunström Dramatisering Armin Kerber           | Dramaten                                                                    |

### Roller (ej komplett)
| År   | Roll     | Produktion                | Regi           | Teater              |
| ---- | -------- | ------------------------- | -------------- | ------------------- |
| 2011 | Vronskij | Anna Karenina Lev Tolstoj | Linus Tunström | Uppsala stadsteater |